# Henry Perales
Víctor Henry Perales Vargas (Trujillo, Perú; 30 de marzo de 1947-23 de julio de 2021) fue un futbolista peruano. Desempeñó como delantero izquierdo, veloz y rudo en la marca. Fue también director técnico en diversos clubes.

## Trayectoria
Se inició en el Club Defensor Arica del distrito de Breña, en 1967, club que logró el subcampeonato nacional detrás de Universitario de Deportes en el Campeonato Descentralizado 1969 y clasificando ambos a la Copa Libertadores 1970. Luego pasó por otros clubes hasta que llegó donde se consolidó y se volvió ídolo, el club C.N.I. de Iquitos donde conformó la mejor delantera de todos los tiempos con Juan del Águila y Bernabe Navarro. Luego de esta gran etapa pasaría a jugar en 1978 por el Club Alianza Lima y en 1981 por el Club Atlético Chalaco para finalmente en 1982 retirarse en el club de sus amores el C.N.I..
En su etapa de director técnico fue campeón de la Copa Perú en dos oportunidades, en 1985 con el Club Deportivo Hungaritos Agustinos y con el Club Sport La Loretana en 1995.
Su hijo, también llamado Henry, se dedica a la dirección técnica en Puerto Rico.

## Clubes

### Como jugador
| Club                        | País | Temporada |
| --------------------------- | ---- | --------- |
| Club Defensor Arica         | Perú | 1967-1968 |
| Club Centro Iqueño          | Perú | 1969      |
| Club Defensor Arica         | Perú | 1970      |
| Atlético Deportivo Olímpico | Perú | 1971      |
| Centro Deportivo Sima       | Perú | 1972      |
| C.N.I.                      | Perú | 1973-1977 |
| Club Alianza Lima           | Perú | 1978      |
| C.N.I.                      | Perú | 1979      |
| Club Atlético Chalaco       | Perú | 1980-1981 |
| C.N.I.                      | Perú | 1982      |

### Como entrenador
| Club                                | País | Temporada   |
| ----------------------------------- | ---- | ----------- |
| Club Deportivo Hungaritos Agustinos | Perú | 1984-1985   |
| Club Capitán Clavero                | Perú | 1987        |
| C.N.I.                              | Perú | 1992        |
| Club Sport La Loretana              | Perú | 1995 / 1997 |

## Palmarés

### Como jugador

#### Campeonatos nacionales
| Título           | Club              | País | Año  |
| ---------------- | ----------------- | ---- | ---- |
| Primera División | Club Alianza Lima | Perú | 1978 |

### Como entrenador

#### Campeonatos nacionales
| Título    | Club                                | País | Año  |
| --------- | ----------------------------------- | ---- | ---- |
| Copa Perú | Club Deportivo Hungaritos Agustinos | Perú | 1985 |
| Copa Perú | Club Sport La Loretana              | Perú | 1995 |